# The Killer (1989)
The Killer (Engl. Exporttitel) bzw. „Blast Killer“ (Verweistitel) (Originaltitel: chinesisch 喋血雙雄 / 喋血双雄, Pinyin Diéxuè shuāng xióng, Jyutping Dip6hyut3 soeng1hung4, kantonesisch Dip hyut sheung hung – „Blutvergießen zweier Helden“) ist ein Hongkong-Thriller aus dem Jahr 1989, in der Hauptrolle Chow Yun-Fat als der Killer Jeff, Danny Lee als Polizist Li und Sally Yeh als die Sängerin Jennie. John Woo führte Regie bei dem Film, der ihm große Anerkennung im Westen brachte. Der Film wurde von Tsui Hark produziert.
The Killer wird als Klassiker des Heroic-Bloodshed-Genres betrachtet. Kritiker lobten den Film, nicht nur wegen seiner stilisierten Gewalt, sondern auch aufgrund seiner Themen, wie Ehre, Liebe und Freundschaft, die, verbunden mit dem religiösen Motiv der Rettung (nicht ungewöhnlich im Heroic-Bloodshed-Genre) genutzt wird, um große Emotionen hervorzubringen. Der Film beschreibt auch eine höhere Moral, die über dem Gesetz steht und den Polizisten dazu bringt, seine eigenen Beweggründe zu hinterfragen.

## Handlung
Jeff, ein Profikiller, blendet bei einem Auftrag versehentlich die Sängerin Jennie. Von Schuldgefühlen geplagt beschließt er, eine Augenoperation für Jennie zu finanzieren. Dafür nimmt er einen letzten Auftrag an, ein Attentat auf den Triaden-Boss Tony Weng. Der Auftrag kommt von Wengs machthungrigem Neffen Johnny. Während der Dragon Boat Festivals wird das Attentat vollzogen und die zwei Polizisten, Li und sein Partner Randy nehmen die Ermittlungen auf. Als Li die zärtlichen Bande zwischen Jenny und Jeff entdeckt, fühlt er Sympathie zum mysteriösen Killer. Beide sind Männer aus einer vergangenen Zeit, mit einem Ehrenkodex, der in der modernen Verbrecherwelt veraltet wirkt. Der ruchlose Johnny beschließt, Jeff umzubringen, statt ihn zu bezahlen – so stehen der Polizist und der Killer am Ende zusammen einer Bande von schießwütigen Schergen der Triaden gegenüber. In einer verlassenen Kirche zwischen Feuer, Kugeln und weinenden Ikonen, getrennt durch das Gesetz, verbunden durch Bande, die keiner von ihnen wirklich versteht, stellen sie sich ihrem Schicksal.

## Einflüsse
- Nahezu alle Einflüsse sind im Standardwerk „Woo. Leben und Filme“ von Thomas Gaschler und Ralph Umard verzeichnet. So ist die Handlung zum Beispiel ähnlich angelegt wie die des Hollywood-Films Die wunderbare Macht, aus dem Jahr 1954, mit Rock Hudson und Jane Wyman in den Hauptrollen. In dem Film spielt Hudson einen Playboy, der unbeabsichtigt eine junge Frau erblinden lässt. Durch neugefundene christliche Ideale und Mitleid, das sich schließlich in Liebe zu der blinden Frau wandelt, freundet er sich mit der Frau an und versucht, Geld für eine Augenoperation zu beschaffen, ohne in der gesamten Zeit seine Identität preiszugeben.
- In The Killer finden sich auch Elemente des Kultfilms Der eiskalte Engel (F 1967) von Jean-Pierre Melville, z. B. die Klavierspielerin in Melvilles Film (bei Woo eine Nachtclubsängerin). Chow-Yun Fats Rollenname „Jeff“ in der englischen Synchronfassung wurde offensichtlich nach Alain Delons „Jeff Costello“ benannt.

## Einspielergebnis
Etwa 18 Millionen Hongkong-Dollar (ca. 1,6 Millionen €) wurden in Hongkong eingespielt.

## Musik
Mehrere Musikstücke wurden von anderen Filmen, z. B. Red Heat und Hero – Der Supercop, übernommen.
- „Russian Streets“ Komponist: James Horner aus: Red Heat (1988)
- „Victor Escapes“ Komponist: James Horner aus: Red Heat (1988)
- „Bus Station“ Komponist: James Horner aus: Red Heat (1988)
- „Breakout“ Komponist: David Michael Frank (aufgeführt als David Frank) aus: Hero – Der Supercop (1988)

## Neuverfilmung
Eine Hollywood-Neuverfilmung war viele Jahre in Entwicklung gewesen, doch verschiedene Faktoren ließen die Entwicklung ins Stocken geraten. Der Regisseur und Drehbuchautor Walter Hill schrieb ein Drehbuch, in dem Richard Gere die Rolle des Jeff und Denzel Washington die Rolle des Li übernommen hätten, mit der Möglichkeit der Änderung des Polizisten zu einer weiblichen Figur, gespielt von Michelle Yeoh. 2023 inszenierte Woo selbst ein Remake seines Klassikers, welches 2024 auch auf Deutsch erschien.

## Kritik
Auf dem Höhepunkt der Welle des Hongkong-Gangsterfilms, die John Woo selbst mit A Better Tomorrow startete, wurde The Killer in die Kinos gebracht. Angelehnt an Jean Pierre Melvilles Gangsterballade Der eiskalte Engel ist The Killer zu einem der leidenschaftlichsten und faszinierendsten Gangsterfilme geworden. Wie schon A Better Tomorrow mit Chow Yun-Fat besetzt, hat er die Pforten der westlichen Welt für das Hongkong-Kino geöffnet. Vielen westlichen Kritikern erscheinen Filme aus Hongkong zwar zu brutal, zu melodramatisch und zu exzessiv, dennoch haben diese Filme eine bestimmte Atmosphäre und einen unverkennbaren Stil, der auch bei den Zuschauern im Westen für Erfolg sorgte. Westliche Regisseure wie Quentin Tarantino oder Martin Scorsese ließen sich von diesem Stil inspirieren. Die Story von The Killer ist eine Geschichte um die ewigen Fragen von Pflicht und Gewissen, Schuld und Sühne, Ehre und Verrat. Schon wie Sergio Leone einst das totgesagte Westerngenre wiederbelebte, hat Woo dem klassischen Gangsterfilm neues Leben eingehaucht. Doch wo bei Leone in seinen Filmen Traurigkeit und Zynismus vorherrschen, sind Woos Gangsterfilme in ihrer Grundeinstellung optimistisch. Sie zeigen Hoffnung und das Vorhandensein von menschlichen Werten.

„Ein stilisiertes, visuell erstaunliches Actiondrama, in dem der fulminante Einsatz von Gewalt und Schießereien weniger als Selbstzweck erscheint, sondern als Teil eines facettenreichen Zeichensystems. Bei aller Härte entwickelt sich so eine fast "romantische Studie" über Schuld und Sühne, Liebe und Verzicht, Freundschaft und Ehre.“

„Was ihn aus der Masse der Genre-Filme heraushebt, sind die Ernsthaftigkeit, das immense Charisma seines Stars, die sorgfältige Inszenierung, Woos moralische Position sowie sein Bewusstsein für Stil und Kinomythen. Vor allem aber überrascht The Killer mit einer emotionalen Vehemenz, die den Film gefährlich nahe an den Rand der Lächerlichkeit treibt. Sie staut sich auf in den dramatischen Szenen und entlädt sich in explosiver Aktion, die im zeitgenössischen Kino ihresgleichen sucht. Entsprechend nah sind Woos Bilder am Klischee, am Kitsch. Über ein Meer aus Kerzen flattern Schwärme weißer Tauben. Doch trotz seiner Exzesse, seiner Hysterie, seiner schwülen Metaphorik kippt der Film nicht.“

## Randnotizen
- Anfangs wollte die Produktionsfirma Golden Princess den Film nicht drehen, doch Chow Yun-Fat (der Topstar des Studios) bestand darauf, dass er gemacht wurde. Chow Yun-Fat war auch daran beteiligt, dass Chu Kong eine Rolle übernahm. Chu Kong war seit den 1970ern in keinem Film mehr aufgetreten und das Studio zögerte ihn zu beschäftigen, aber er und Chow Yun-Fat waren, nachdem sie zusammen an einigen Fernsehsendungen gearbeitet haben, gute Freunde. Chow Yun-Fat wollte, dass Chu Kong die Rolle des Li übernimmt, doch Chu Kong befand sich selbst für zu alt für die Rolle. John Woo schlug beiden vor, seinen Freund Danny Lee hereinzubringen, der einst Polizist werden wollte und sich schon einen Namen als Darsteller sowohl von Polizisten als auch Gangstern gemacht hatte. Chow Yun-Fat hatte schon zuvor mit Lee in einem kleinen Film mit dem Titel The Executor in den frühen 1980ern und Ringo Lams Gangster-Klassiker City on Fire zusammengearbeitet und stimmte John Woo zu, dass er perfekt für die Rolle des Li wäre.
- Die Szene, in der Jeff Jennies Angreifer in der Gasse verprügelt, fiel Chow Yun-Fat schwer, da er Gewalt verabscheut. Woo wollte harte Schläge, doch Chow Yun-Fat hatte anfangs Schwierigkeiten. Nach einigen Instruktionen Woos war Chow Yun-Fat in der Lage, die nötige Aggression aufzubringen, um die Szene überzeugender darzustellen. Tatsächlich wurde es mehr als überzeugend, als die Stuntmänner Chow Yun-Fat darum baten, seine Schläge etwas zu zügeln, nachdem einer von ihnen verletzt worden war. Chow Yun-Fat verletzte sich während des Drehs des Kirchen-Shootouts, als ihm ein Stück Pflasterstein sein Gesicht aufschnitt und dabei sein Auge nur um wenige Zentimeter verfehlte. Man kann die Wunde während der Szene sehen, in der Jeff und Li sich vor dem Verlassen der Kirche unterhalten.
- Alle Waffen im Film sind echt. Da Hongkong sehr strenge Waffengesetze hat, mussten sie extra importiert werden und ihr Einsatz am Set wurde streng von den örtlichen Verwaltungen überwacht. Die Schießereien in den Straßen von Hongkong riefen Klagen von den Bewohnern hervor, doch da viele Polizisten Fans von John Woo sind, ließen sie ihn den Dreh fortsetzen – zumindest normalerweise. Während des Shootouts in der Straßenbahn zwischen Li und dem Waffenschieber, dachten Leute, es würde sich um einen wirklichen Raub handeln, was zu großem Chaos in dem Stadtgebiet führte. Woo musste schließlich selbst mit dem Polizeileiter reden, bevor ihm erlaubt wurde weiterzudrehen.
- Nachdem man die Genehmigungen erhalten hatte, stellte sich das Arrangieren der Szene als schwierig heraus. Ein Teil des Filmmaterials während des Attentats auf Tony Weng wurde unter der Vortäuschung gedreht, dass Woo einen Dokumentarfilm über das jährliche Drachenboot-Rennen, ein wichtiges Ereignis in Hongkong, machen würde. John Woo drehte den Großteil des Materials fünf Monate zuvor (als weder die Finanzierung der Crew noch der Besetzung gesichert war) und brachte später eine kleine Crew hinzu, um die Lücken zu füllen. Das Zusammensetzen der Szene war für den Filmeditor David Wu sehr schwer, insbesondere, da Woo keinerlei Storyboards verwendete. Schließlich endete es damit, dass Woo den Schnitt der Szene selbst durchführte, was drei Wochen in Anspruch nahm. Woo, der ein riesiger Fan von Musicals ist, versuchte, die Szene wie eine Musical-Nummer oder eine Tanzsequenz zu inszenieren, was so weit ging, dass sie im Takt der Hintergrundmusik geschnitten wurde.
- Tsui Hark war äußerst unglücklich über den Film und wollte ihn komplett umschneiden. Zum Beispiel: Tsui Hark meinte, dass der Fokus des Films auf den Cop statt auf den Killer gerichtet sein sollte. Deshalb wollte er den Film mit der Szene beginnen lassen, die den Cop vorstellt. Die Schießerei im Restaurant, in der Sally Yeh aufgrund des Killers erblindet, sollte komplett geschnitten werden und erst später als Rückblende in dem Film vorkommen. Weder Woo noch sein Editor schnitten den Film nach Tsui Harks Vorstellungen um, und wegen eines dichten Zeitplans (The Killer hatte kurze Zeit später Premiere in Taiwan und einige 100 Kinos hatten den Film schon bestellt) hatte Hark nicht die Zeit an dem Film herumzubasteln. The Killer war ein riesiger Erfolg während der Premiere in Taiwan, was Hark so wütend machte, dass er (angeblich) Sachen aus seinem Bürofenster warf.
- Jeffs und Lis Mexican standoff in Jennies Wohnung wurde von Sam Peckinpahs The Wild Bunch (1969) inspiriert. Woo merkte in dem Audiokommentar der DVD von Fox Lorber an, dass „Spion & Spion“ des MAD-Magazins auch eine Rolle beim Konstruieren dieser Szene spielte.
- Woo verwendete niemals Storyboards für die Actionszenen des Films und improvisierte stattdessen am Set mit den Schauspielern, Stuntmännern und dem Stuntkoordinator. Ein Grund dafür ist, dass Hongkong ein sehr wettbewerbsbehafteter Filmmarkt ist und Woo seine Ideen davor schützen wollte, von anderen Regisseuren gestohlen zu werden und auch aufgrund dessen, dass er es bevorzugt „wie ein Künstler zu arbeiten, wie ein Maler. Ich will zeigen, wo mich meine Laune hinführt“ (aus dem Audiokommentar der Fox Lorber DVD). In der Tat gab es während der ganzen Produktion des Filmes nie ein „endgültiges“ Drehbuch. Dies irritierte den Produzenten Tsui Hark, der genau wissen wollte, wie hoch das Budget des Films sein würde. Sogar wenn John Woo eine Dialogszene plante, änderte er oft Dinge in letzter Minute. So wurde zum Beispiel das meiste vom Dialog während Sydneys und Jeffs Konfrontation in dem Apartment (als Sydney Jeff hintergeht) improvisiert.
- Sally Yeh war ein populärer Popstar in Hongkong – in Jennies Balladen im Film kann man ihre eigene Stimme hören. Sie war zur Zeit des Filmdrehs so populär, dass sie ihren Zeitplan nicht vollständig wegen Konflikten mit ihren Konzerten erfüllen konnte. Dies führte zu einer radikalen Änderung der Handlung, in der sowohl Jeff als auch Li in Jennie verliebt gewesen wären, mit ihrer Erblindung am Anfang des Films und dem Erzählen der Geschichte durch Rückblenden und ein anderes Ende, in dem Jennie in ein Flugzeug nach Amerika mit Jeffs Geld steigt, um ihre Hornhauttransplantation zu bekommen.
- Der Dreh von The Killer dauerte 92 Tage und kostete 14 Millionen Hongkong-Dollar (2 Millionen US-Dollar). Der Dreh des Shootouts am Strandhaus dauerte 28 Tage. Hierbei wurden über 20.000 Schüsse abgefeuert. Das finale Shootout in der Kirche nahm 36 Tage in Anspruch und über 40.000 Schuss.
- In der Szene, in welcher der Killer beim Krankenhaus mit dem verletzten Mädchen ankommt, ist auf dem Krankenhausschild „Scared Heart“ (Ängstliches Herz) zu lesen, obwohl man zweifellos „Sacred Heart“ (Heiliges Herz) lesen sollte.
- John Woo widmete diesen Film Martin Scorsese.
- Die Statue in der Polizeiwache (man sieht sie vor Lis Verhör von seinem Vorgesetzten nach der Straßenbahnschießerei) ist eine von General Kwan, einem Soldaten vor über tausend Jahren, dessen Tapferkeit und Loyalität ihn zu einem Idol für Polizisten und Gangstern gleichermaßen machte. Die gleiche Statue wurde für das CID-Hauptquartier in Hard Boiled wieder verwendet.
- Während der ersten Veröffentlichung in Amerika wurde der Film als ein übertriebener Action-/Comedy-Film vermarktet. Dies ist höchstwahrscheinlich auf schlechte Übersetzung sowie schlechte Untertitelung zurückzuführen.
- In The Killer werden 120 Menschen getötet.
- Ursprünglich wollte Woo für die Anfangsszene eine Jazznummer drehen, mit singender Jennie und Saxophon spielendem Jeffrey. Allerdings brachte ihn Produzent Tsui Hark davon ab. Diese Eröffnung verwendete Woo stattdessen dann in Hard Boiled.

## Zitate
„Zeig diese Wumme nur einmal im Kino und jedes Arschloch will eine haben, das ist 'ne todsichere Sache. Als dieser Hong-Kong-Streifen raus kam, wollte jeder Nigger auf der Welt 'ne 45er und die wollten nicht bloß eine – die wollten zwei. Weil jeder THE KILLER sein wollte.“

„Ein Killer, ein Cop … beide sind Vertreter völlig verschiedener Welten. Doch innen sind beide sehr nobel. Beide haben Ideale, die einen Kavalier ausmachen… Wir wollen alle glauben, dass es in der Welt Gerechtigkeit, Liebe, Moral und Schönheit gibt. Diese Gedanken haben mich inspiriert THE KILLER zu drehen.“

„Der eine ist kein richtiger Killer und der andere ist kein richtiger Cop. Wie auch so oft im richtigen Leben liegt die richtige Lösung in der Grauzone verborgen. Action mit Tiefgang… das ist John Woos Heroic Bloodshed.“

„The Killer [schaukelt] sich immer weiter hoch, comichaft überzeichnet, immer kurz vorm Umkippen ins Lächerliche und Parodistische. Doch er kippt nicht. Auf eine ganz eigentümliche Art und Weise funktioniert das Mäandern zwischen Kitsch und Action, Meldodrama und Blutoper.“

## Altersfreigabe und Fassungen
Alle ausländischen Fassungen sind trotz unterschiedlicher Angaben über die sekundengenaue Laufzeit ungekürzt. Es gibt jedoch in Frankreich auf DVD und in Taiwan auf Video eine besondere Langfassung, die etwa 20 Minuten länger ist. Da auch in Deutschland der Film bislang in all seinen 18er-Versionen nur gekürzt auf DVD und Video erschienen ist und aufgrund seiner exzessiven Gewaltdarstellung von der Bundesprüfstelle für jugendgefährdende Medien gleich zu seiner Veröffentlichung indiziert wurde, ist der Film, bis auf eine um 25 Minuten gekürzte FSK-16-Fassung, wegen des Werbeverbotes nahezu unauffindbar. Nur ein einziges altes Videotape, welches als einziges ein Siegel der FSK (18) trägt, das allen anderen Versionen verweigert wurde und die dafür ein Spio/JK-Siegel erhielten, ist mit 41 Schnitten um 154 Sekunden gekürzt. Die Indizierung des Films wurde nach 25 Jahren im November 2015 aufgehoben. Eine Neuprüfung durch die FSK erfolgte am 9. August 2023.